# Palmyropsis macintoshi
Palmyropsis macintoshi är en ringmaskart som beskrevs av Frank Armitage Potts 1910. Palmyropsis macintoshi ingår i släktet Palmyropsis och familjen Chrysopetalidae. Inga underarter finns listade i Catalogue of Life.